# Latin and American Algorithms, Graphs and Optimization Symposium
Le colloque Latin and American Algorithms, Graphs and Optimization Symposium, abrégé en LAGOS est une conférence scientifique bisannuelle consacrée à l'algorithmique, à la théorie des graphes et à l'optimisation. Elle a lieu habituellement dans un pays d'Amérique du Sud, et exceptionnellement en Europe, comme en 2017, où elle a lieu en France.

## Historique
Les éditions précédentes ont porté des acronymes variés, avant que la dénomination se stabilise :
- 2001 : Fortaleza, Brésil (GRACO 2001)
- 2004 : Santiago, Chili (LACGA 2004)
- 2005 : Angra dos Reis, Brésil (GRACO 2005)
- 2007 : Puerto Varas, Chili (LAGOS 2007)
- 2009 : Gramado, Brésil (LAGOS 2009)
- 2011 : Bariloche, Argentine (LAGOS 2011)
- 2013 : Playa del Carmen, Mexique (LAGOS 2013)
- 2015 : Fortaleza, Brésil (LAGOS 2015)

La conférence LAGOS résulte de la réunion de deux conférences, le Brazilian Symposium on Graphs Algorithms and Combinatorics (GRACO) et le Latin American Conference on Combinatorics, Graphs and Applications (LACGA).

## Thèmes de la conférence
Les thèmes de la conférence couvrent les divers aspects de l'algorithmique en optimisation et en théorie des graphes, et notamment :
- Algorithmique: analyse d'algorithmes; algorithmes d'approximation; algorithmes randomisés; géométrie algorithmique, optimisation combinatoire, optimisation continue, heuristiques et métaheuristiques
- Recherche opérationnelle et programmation mathématique: optimisation combinatoire; programmation en nombres entiers; combinatoires polyédriques; recherche opérationnelle et management.
- Théorie des graphes: cliques, ensembles dominants et indépendants; coloration de graphes et d'hypergraphes; recouvrement et emballage, factorisation, couplage; digraphes, tournois; algorithmes sur les graphes; graphes et matrices; hypergraphes; graphes parfaits; graphes aléatoires; caractérisation structurelle de classes de graphes.

## Organisation
Comme il est d'usage dans ce genre de conférences, les articles proposés sont examinés par des pairs, les articles retenus sont publiés dans les actes du colloque, et les exposés les plus remarquables sont publiés, dans une version complète, dans un numéro spécial d'une revue scientifique. Pour cette conférence, les actes sont publiés dans les Electronic Notes in Discrete Mathematics et les articles détaillés dans Discrete Applied Mathematics.
Les exposés se partagent entre conférences invités et communications sélectionnées. Parmi les conférenciers invités en 2017, il y a notamment  Maria Chudnovsky,  Christoph Dürr (France), Marcos Kiwi (Chili), Monique Laurent, Martin Safe (Argentine), Alexander Schrijver (Pays-Bas), András Sebő (France).
En 2015, il y a eu 8 conférenciers invités et 76 communications sélectionnées parmi 144 propositions. Les actes sont parus dans le volume 50 des Electronic Notes in Discrete Mathematics.